# Orientomysis mitsukurii
Orientomysis mitsukurii är en kräftdjursart som först beskrevs av Nakazawa 1910.  Orientomysis mitsukurii ingår i släktet Orientomysis och familjen Mysidae. Inga underarter finns listade i Catalogue of Life.